# Regan MacNeil
Regan Teresa MacNeil ou Régine Teresa MacNeil, est le personnage principal de L'Exorciste (1973) et de la série L'Exorciste.

## Biographie
Regan naît en 1961 à Los Angeles, elle grandit avec son père Tommy McNeil et sa mère Chris Mcneil qui est une grande actrice de cinéma hollywoodien. Étant fille unique, elle est très gâtée par ses parents mais c'est une fillette douce, très pure et gentille. En 1972, elle s'installe avec ses parents à Georgetown, à Washington, mais cinq mois après, son père annonce qu'il a rencontré une autre femme et part même vivre avec elle en 1973 à Rome, en Italie. Chris en étant très affectée, se met à fumer.

### Débuts des événements
Le 11 novembre, Regan fête ses 12 ans. Ce jour, sa mère lui annonce qu'elle sort avec Burke Dennings, le réalisateur de son prochain film. Regan tombe malade le 13 novembre et sa mère l'envoie faire des examens dans un hôpital ; elle aurait un trouble nerveux d'après le médecin. Le jour même, Chris organise une soirée en invitant tous ses amis après une bagarre entre Burke et Carle, l'homme à tout faire. Tout le monde se met à chanter autour du piano mais Regan arrive et urine devant tout le monde en disant « Vous allez mourir, là-haut. » Peu de temps après, au lit, elle se met à faire des bonds dans sa chambre.
Regan doit se faire opérer de sa lésion du lobe temporal. Le lendemain, Regan se met à dire des obscénités et à gifler son médecin dans sa chambre, puis le lendemain, elle assassine Burke en le poussant par la fenêtre. Sa mère, étant en bas de la maison, a appris la nouvelle et Regan dévale les escaliers en faisant le pont et crachant du sang. Après, un psychiatre va la voir chez elle mais elle attrape le médecin par les testicules après que les médecins aient dit à la mère qu'elle doit faire appel à un prêtre exorciste. Le matin, Regan s'enfonce un crucifix dans le vagin en giflant sa mère.
Le 12 décembre, Chris fait appel à Damien Karras, un prêtre, qui étudie le comportement de Regan. Regan se fait exorciser par le père Karras et le père Lankester Merrin mais finit par tuer le père Merrin, et le père Karras fait entrer en lui le démon de Regan, se jette par la fenêtre et meurt. À la fin du film, Chris et Regan déménagent dans le Tennessee.

### 2016
Regan, ayant changé son prénom pour Angela, a refait sa vie et habite désormais à Chicago auprès de son mari Henry Rance et de ses deux filles, Katherine et Casey Rance. Alors que des événements étranges apparaissent à l'intérieur de sa maison, Regan est persuadée que sa fille aînée Katherine est possédée par un démon. Après avoir consulté le père Tomas, elle se rend compte que Casey est en fait visée par ce qui ressemble bel et bien à une possession démoniaque. Ce n'est qu'au cours de l'épisode 5 de la première saison de la série que Regan dévoile sa véritable identité à Tomas. Sa mère, Chris, arrive alors en ville pour revoir Regan à la fin de l'épisode.

## Actrice
Elle est incarnée dans le film par l'actrice Linda Blair et dans la série par Geena Davis. Sophie Thatcher l'interprète également plus jeune dans la série.